# Provinces de la République dominicaine
La République dominicaine se divise en 31 provinces, plus le District National, qui inclut la capitale, Santo Domingo. Le pays a été divisé en trois régions, le Cibao (ou Nord), le sud-ouest et le sud-est. Ces trois régions sont divisées à leur tour en dix régions de développement, selon l'ONAPLAN .
La division du pays en provinces est inscrite dans la constitution (titre 1 - section II - article 5). Les provinces sont administrées par un gouverneur civil, désigné par le pouvoir exécutif (titre 9 - article 86). Elles sont divisées en municipalités.

## Division régionale et provinciale actuelle de la Republique dominicaine

### Table des régions et des provinces
| Carte | Province               | Chef-lieu                    | Sous-région      | Région    | Superficie (km²) | Population 2007 | Densité |
| ----- | ---------------------- | ---------------------------- | ---------------- | --------- | ---------------- | --------------- | ------- |
| 1     | Azua                   | Azua de Compostela           | Valdesia         | Sud-ouest | 2 680,96         | 234 741         | 87      |
| 2     | Baoruco                | Neiba                        | Enriquillo       | Sud-ouest | 1 247,40         | 102 817         | 82      |
| 3     | Barahona               | Santa Cruz de Barahona       | Enriquillo       | Sud-ouest | 1 650,49         | 201 453         | 122     |
| 4     | Dajabón                | Dajabón                      | Cibao nord-ouest | Cibao     | 1 009,12         | 69 736          | 69      |
| D.N.  | Distrito Nacional      | Santo Domingo de Guzmán      | Ozama            | Sud-est   | 91,08            | 913 540         | 10030   |
| 5     | Duarte                 | San Francisco de Macorís     | Cibao nord-est   | Cibao     | 1 640,58         | 318 978         | 194     |
| 6     | Elías Piña             | Comendador                   | El Valle         | Sud-ouest | 1 396,89         | 71 796          | 51      |
| 7     | El Seibo               | Santa Cruz del Seibo         | Yuma             | Sud-est   | 1 767,00         | 100 323         | 57      |
| 8     | Espaillat              | Moca                         | Cibao nord       | Cibao     | 839,34           | 252 987         | 301     |
| 9     | Hato Mayor             | Hato Mayor del Rey           | Higuamo          | Sud-est   | 1 316,72         | 98 491          | 75      |
| 21    | Hermanas Mirabal       | Salcedo                      | Cibao nord-est   | Cibao     | 427,18           | 108 298         | 253     |
| 10    | Independencia          | Jimaní                       | Enriquillo       | Sud-ouest | 1 729,43         | 53 703          | 31      |
| 11    | La Altagracia          | Salvaleón de Higüey          | Yuma             | Sud-est   | 3 002,26         | 240 578         | 80      |
| 12    | La Romana              | La Romana                    | Yuma             | Sud-est   | 656,08           | 247 054         | 376     |
| 13    | La Vega                | Concepción de la Vega        | Cibao sud        | Cibao     | 2 271,89         | 432 828         | 190     |
| 14    | María Trinidad Sánchez | Nagua                        | Cibao nord-est   | Cibao     | 1 211,87         | 152 548         | 126     |
| 15    | Monseñor Nouel         | Bonao                        | Cibao sud        | Cibao     | 984,14           | 188 391         | 191     |
| 16    | Monte Cristi           | San Fernando de Monte Cristi | Cibao nord-ouest | Cibao     | 1 880,34         | 124 772         | 66      |
| 17    | Monte Plata            | Monte Plata                  | Higuamo          | Sud-est   | 2 613,21         | 202 731         | 77      |
| 18    | Pedernales             | Pedernales                   | Enriquillo       | Sud-ouest | 2 042,40         | 23 835          | 12      |
| 19    | Peravia                | Baní                         | Valdesia         | Sud-ouest | 785,08           | 190 917         | 243     |
| 20    | Puerto Plata           | San Felipe de Puerto Plata   | Cibao nord       | Cibao     | 1 803,61         | 351 461         | 195     |
| 22    | Samaná                 | Santa Bárbara de Samaná      | Cibao nord-est   | Cibao     | 844,99           | 103 261         | 122     |
| 23    | Sánchez Ramírez        | Cotuí                        | Cibao sud        | Cibao     | 1 197,44         | 169 915         | 142     |
| 24    | San Cristóbal          | San Cristóbal                | Valdesia         | Sud-ouest | 1 240,32         | 598 922         | 483     |
| 25    | San José de Ocoa       | San José de Ocoa             | Valdesia         | Sud-ouest | 856,04           | 70 097          | 82      |
| 26    | San Juan               | San Juan de la Maguana       | El Valle         | Sud-ouest | 3 360,04         | 270 986         | 81      |
| 27    | San Pedro de Macorís   | San Pedro de Macorís         | Higuamo          | Sud-est   | 1 255,46         | 301 744         | 240     |
| 28    | Santiago               | Santiago de los Caballeros   | Cibao nord       | Cibao     | 2 836,51         | 908 250         | 320     |
| 29    | Santiago Rodríguez     | San Ignacio de Sabaneta      | Cibao nord-ouest | Cibao     | 1 152,11         | 67 019          | 58      |
| 30    | Santo Domingo          | Santo Domingo Este           | Ozama            | Sud-est   | 1 300,07         | 1 821 218       | 1401    |
| 31    | Valverde               | Santa Cruz de Mao            | Cibao nord-ouest | Cibao     | 809,44           | 177 911         | 220     |